# Сан-Висенти-Феррер
Сан-Висенти-Феррер (порт. São Vicente Férrer) — муниципалитет в Бразилии, входит в штат Пернамбуку. Составная часть мезорегиона Сельскохозяйственный район штата Пернамбуку. Входит в экономико-статистический микрорегион Медиу-Капибариби. Население составляет 16 944 человека (2004 год). Занимает площадь 110,0 км².

## История
Город основан 29 декабря 1953 года.